# Entalophoroecia elegans
Entalophoroecia elegans är en mossdjursart som först beskrevs av Norman 1909.  Entalophoroecia elegans ingår i släktet Entalophoroecia och familjen Diaperoeciidae. Inga underarter finns listade i Catalogue of Life.